# ستيف شاربونو
ستيف شاربونو هو لاعب كرة قدم كندية كندي، ولد في 30 مايو 1973 في كووانسفيل في كندا.